# Симбол
Симбол (грч. σύμβολον) јесте најопштије, све оно што може стајати уместо нечег другог и да га том приликом препознатљиво репрезентује. У психоанализи, симбол је елемент свести или понашања који је замена за нешто друго, несвесно или потиснуто. Однос симбола и онога што он у несвесном представља није произвољан, већ је условљен унутрашњом везом. Према Јунгу, конкретна, чулна слика познатог објекта, који на најбољи начин упућује на нешто друго, што је за човека суштински битно, апстрактно, трансцендентно. Самим тим, могу означавати одређене ствари које ми замишљамо, али и ствари које смо претходно чулно опазили. Поред речи, које користимо да бисмо упутили на одређене објекте, постоје и невербални облици који представљају симболе. Међусобна интеракција људи се заснива на коришћењу заједничких симбола и њиховог разумевања.

## Етимологија
Реч симбол потиче од грчке речи σύμβολον, чији је буквални превод токен или лозинка. Рашчлањавањем ове речи долази се до прецизнијег одређења појма, где се σύν преводи као „заједно“ док се βάλλω односи на „ставити“. Смисао ове речи се временом мељала најпре се односећи на стављање ствари заједно све до знака који се користио приликом поређења како би се утврдило да ли је нешто оригинално. Значење „нешто чиме се означава нешто друго“ први пут је 1590. године навео Едмунд Спенсер у свом делу „Faerie Queene“.

## Дефиниције симбола
Симболи су средство сложене комуникације која може подразумевати вишеструке нивое значења. Као основа људског разумевања, симболи су средство уз помоћ којег се формирају одређени судови и конструишу сазнања. Користећи симболе на овај начин људи не стварају слику само о свету који их окружује већ изграђују идентитет и интегришу се у друштво. Културе користе симболе за изражавање идеологија и друштвених структура и представљање сопствених специфичних аспеката. Стога, симболи имају значења која зависе од нечије културне позадине; односно, значење симбола није својствено самом симболу, већ је културно научено.
Након учења новог начина тумачења одређеног симбола, особа може променити своје већ формиране идеје како би усвојила нове информације.
Јозеф Кембел у оквиру свог есеја „Симбол без значења“ разматра утицај симбола на психу и при том даје одређење према ком симбол представља енергију која изазива и усмерава актера.
Хајнрих Зимер даје сажети преглед природе и трајне релевантности симбола. На основу запажања овог аутора симболи могу бити концепти, речи, визије, ритуали, слике, обичаји и навике из свакодневног живота. Различите цивилизације и различите временске периоде карактерише коришћење другачијих симбола.
Швајцарски психоаналитичар Карл Јунг пружио је  алтернативну дефиницију симбола којом се указује на разлику између симбола и знака. Према Јунгу, знак се односи на  нешто што је познато, док је употреба симбола резервисана за нешто што се не може јасно и прецизно одредити.
Жан Далби Клифт указује на чињеницу да на стварање разлике између симбола не утичу само различите интерпретације тих симбола већ и постојање личних симбола који представљају тумачење живота одређених појединаца или група.
Такође, симбол се може одредити као слика или знак који представља идеју или пак показатељ универзалне истине.
Вилијам Индик сугерише да симболи који се обично налазе у митовима, легендама и фантазијама имају психолошке функције и стога су тумачења појмова као што су „херој“, „принцеза“ и „вештица“ остала популарна вековима.

## Симбол и семиотика
Семиотика подразумева проучавање комуникативног понашања путем знакова, симбола и значења. Студије семиотике фокусирају се на однос означитеља и означеног, узимајући у обзир и тумачење визуелних знакова, говор тела, звук... Повезана је са лингвистиком и психологијом. Предмет проучавања је не само оно на шта симбол указује, већ и како је добио своје значење и како функционише не би ли створио смисао у друштву.

## Симболичка вредност
Симболи могу имати три облика симболичке вредности: идеолошку, компаративну и изоморфну. Идеолошки симболи попут религијских и државних симбола преносе сложене скупове веровања и идеја које указују на исправне и пожељне поступке. Компаративни симболи, као што су истакнуте награде, указују на одговоре на питање односа између „бољег и лошијег“ и „супериорног и инфериорног“. Изоморфни симболи односе се на уклапање са одређеним културним окружењем, омогућавају појединцима и групама да се прилагоде околини и избегну друштвену и политичку контролу. Примери симбола са изоморфном вредношћу могу бити поштовање кодекса облачења током пословних састанака, руковање у знак поздрава на западу или пак коришћење наклона у сврху поздрављања на истоку. Један симбол може имати више различитих значења тако да представља више типова симболичке вредности истовремено.

## Пол Трелч
Пол Трелч је наглашавао постојање разлике између знакова и симбола која се односила на његову тврдњу да су знакови измишљани и заборављани, а симболи су се рађали и умирали. Постоје мртви и живи симболи. Живи симбол може појединцу открити скривене нивое значења. Тилич је указивао на својство симбола да се односе на појаву  изван себе, на нешто што је непроцењиво и мистериозно на тај начин представљајући другачију димензију стварности. Сам симбол замењује дубље значење које намерава да пренесе. Јединствена природа симбола је да даје приступ дубљим слојевима стварности који су иначе недоступни.  Значења симбола еволуирају у складу са развојем појединца или културе у којој су заступљени. Када симбол изгуби смисао и моћ за појединца или културу, он постаје мртав симбол.

## Употреба симбола у картографији
Симболи се користе у картографији за размену географских информација. Визуелне варијабле као што су величина, облик, оријентација, текстура и узорак дају значење симболу.
Према семиотици, картографски симболи се тумаче од стране корисника мапе када успостављају везу између графичког знака на мапи (знака), општег концепта (интерпретанта) и посебне особине реалног света (референта).
Сликовни симболи представљају одређену појаву која карактерише стварност,  често уз употребу генерализације. Као пример се може навести слика дрвета која представља шуму или вегетацију. Функционални симболи директно представљају активност која се одвија, на пример слика скијаша која представља скијалиште. Концептуални симболи директно представљају концепт који се односи на представљену особину; на пример знак за долар да представља банкомат. Конвенционални симболи немају никакву интуитивну везу, али се користе не би ли корисници мапе научиli да их препознају; на пример крст који је ознака за болницу. Апстрактни /геометријски симболи су произвољни облици које је изабрао картограф да би представио одређену особину.